# Haplochromis velifer
Haplochromis velifer é uma espécie de peixe da família Cichlidae.
É endémica do Uganda.